# فرانسوا موریاک
فرانسوا موریاک (به فرانسوی: François Mauriac) روزنامه‌نگار، نویسنده و شاعر فرانسوی و برنده جایزه نوبل ادبیات سال ۱۹۵۲ یکی از بزرگترین نویسندگان قرن بیستم اروپا محسوب شده‌است. او در روز یکم سپتامبر سال ۱۹۷۰ در ۸۴ سالگی درگذشت.
فرانسوا موریاک در سال ۱۸۸۵ در بوردو از بنادر بزرگ فرانسه متولد شد، در ۱۹۳۳ به عضویت فرهنگستان کشورش درآمد، سال ۱۹۵۲ جایزه نوبل ادبیات را دریافت کرد و سرانجام بعد از نزدیک به هفتاد سال نویسندگی، در اول سپتامبر سال ۱۹۷۰ در شهر پاریس از دنیا رفت. با تمام تلاشهای او در این عرصه این جمله تمسخرآمیز و نیشدار ژان کوکتو (Jean Cocteau) شاعر، نقاش، فیلمساز، نمایشنامه‌نویس و کارگردان تئاتر فرانسوی دربارهٔ او تأمل‌برانگیز است که گفته بود: موریاک بیچاره! اگر بمیرد می‌توان درباره‌اش گفت همه چیز را داشته‌است، مگر همه چیز را!

## زندگی
موریاک ۱۱ اکتبر سال ۱۸۸۵ در بوردو فرانسه به دنیا آمد. نویسندگی را از همان اوان جوانی آغاز کرد؛ ۲۷ ساله بود که به خود جرأت داد و برای داستان‌نویسی دست به قلم شد. نخستین داستانش «دفترچه سیاه» نام داشت، او بعد از این چند داستان دیگر نوشت که چندان شهرتی نیافت، اما در سال ۱۹۲۵ بود که به خاطر تحریر داستان معروف و بی‌نظیر «صحرای عشق» شهرت جهانی یافت.
او در همین سال بود که جایزه بزرگ رمان را از آن خود کرد و پس از پایان تحصیلات دانشگاهی به پاریس رفت و به شعر و نقد ادبی پرداخت.
موریاک هم مثل بسیاری از نویسندگان جنگ‌های جهانی، بخشی از زندگی خود را در سایه به سر برد. دفترچه سیاهش را در جریان جنگ جهانی دوم با نام مستعار خوره رمان، منتشر کرد و بعد از جنگ هم در نشریه فیگارو به مقاله‌نویسی پرداخت.
موریاک در نمایشنامه‌نویسی و سرگذشت نگاری و نقادی، آثار مهمی را از خود به جا گذاشته‌است. او در کتابهایش به خوبی توانسته تضاد ایمان با زندگی خاص فرد و مشکلاتی را که در این زمینه به وجود می‌آید، توصیف کند. موریاک توانست به دلیل نفوذ روان شناسانه و توانایی هنری اش، دنیایی را که خود در آن زندگی می‌کرد به نقد بکشد. او از طبقه خود یعنی اشراف تنفر داشت؛ ثروتمندی بود که ثروت را به نقد می‌کشید، به آکادمی فرانسویها می‌رفت تا حرفهای طعنه‌آمیز و نیش داری در مورد همترازان متمول خود بزند. فرانسوا موریاک، پدر نسل جدیدی از نویسندگان کاتولیک فرانسه‌است که بشدت تحت تأثیر کتاب مقدس بودند، اما هرگز مستقیماً از آن در آثار خود استفاده نمی‌کردند. موریاک از هواداران ناسیونالیسم دوگلی بود و بیوگرافی این سردار فرانسه را نوشت.
۳۰ داستان، یک مجموعه شهر، چند نمایشنامه و تعدادی کتاب غیرداستانی از خود به یادگار باقی گذارده‌است. موریاک از مشوقان دادن استقلال به مستعمرات فرانسه و ایجاد جامعه فرانسه مرکب از آن‌ها بود. او تا آخرین روز حیات برای مطبوعات فرانسه مقاله می‌نوشت.
وی بارها به مخاطبان روزنامه‌ها می‌گفت که روزنامه را به خاطر مطالب و محتوایش بخرند نه پرستیژ آن و وانمود کردن وابستگی فکری یا سیاسی خود، از طریق قراردادن روزنامه در جیب یا روی میز و ...
هنگامی که جایزه نوبل ادبیات سال ۱۹۵۲ به فرانسوا موریاک، رمان‌نویس، شاعر و نمایشنامه‌نویس فرانسوی به خاطر تمامی آثارش اهدا شد، وی به واقع تا آن زمان کتاب‌های بسیاری نوشته بود؛ کتاب‌هایی که در اغلب آن‌ها کوشیده بود تا از زندگی درونی و ایمان مذهبی و مبارزه عصبی و تب آلود میان جاذبه‌های زندگی مادی و عشق دنیوی با ایمان واقعی و روح مسیحیت، تجزیه و تحلیل روانی و مهیجی به دست دهد.
او که خود در محیطی مذهبی به دنیا آمده و با همه آیین‌های کاتولیک بزرگ شده بود، مدام با مسئله خیر و شر درگیر و بین دو احساس کاملاً متضاد سرگردان بود؛ چونان سرگشته‌ای درآمد و شد مابین دو قطب آشتی ناپذیر.
موریاک که در جوانی از یک سو آثار ژان راسین و بلز پاسکال و از سوی دیگر آثار شارل بودلر و آرتور رمبو را خوانده بود، گویی هنوز زیر تأثیر دوگانه‌ای بود که با گذشت زمان نه تنها از آن خلاصی نمی‌یافت، بلکه حتی عاجزتر از آن بود که قادر باشد، به سان موجودی آرام و سربه راه در این کره خاکی دوام بیاورد یا بتواند به طرفه العینی از همه چیز، حتی از هوای نفس آلوده به کفر دست شوید. گاه دغدغه خدا داشت و گاه در مقابل، گویی به عمد از او گریزان بود؛ اگر چه هر بار در این مسیر با شکست مواجه می‌شد. زندگی او چنان پیش رفته بود که پیوسته ناظر پیروزی قدرت شر بر غریزه تقوا و تباهی روح‌های ضعیف و شخصیت‌های سست به دست گناه بود.
موریاک معتقد بود که «تنها ایمان واقعی و دنیای معنوی است که به‌طور معجزه آسا نجات بخش بشر است و سازش میان زهد و تقوا و دلبستگی به عالم مادی هرگز امکانپذیر نیست.»
بی تردید نفوذ عمیق موریاک در جامعه کاتولیکی به واسطه رمان‌ها و آثار داستانی اش صورت گرفت و بدین ترتیب، او موفق شد تا رمان مذهبی را احیا کند. با وجود این، وی هرگز در پی آن نبود تا صرفاً دربارهٔ اولیا و معصومین قلم بزند و اگرچه احساس‌ها و اندیشه‌های خود را نیز در لا به لای کتاب‌هایش می‌گنجاند، ولیکن هیچ‌گاه به این که واقعیت در مقابل آمال و آرزوهای اخلاقی و پیش پا افتاده سر فرود آورد، رضایت نمی‌داد.
دغدغه موریاک بیش از هر چیز این بود که رمان بنویسد. هنگامی که جوان بود با سیاست میانه‌ای نداشت، اما بعدها یعنی تقریباً از زمانی که ۵۰ سالگی اش را پشت سر گذاشت، این اعتقاد راسخ را پیدا کرد که «نویسنده مؤمن نمی‌تواند در برابر حوادث جهان بی‌طرف بماند.»
بدین ترتیب، فرانسوا موریاک همچنان که کار ادبی اش را دنبال می‌کرد به فعالیت‌های سیاسی نیز مشغول شد. او حتی زمانی که در گرماگرم جنگ جهانی دوم به همراهی ورکور (ژان بروله) و لویی آراگون از طریق قلم در نهضت مقاومت فرانسه شرکت جست، برخی از آثارش همچون «دفترچه سیاه» و «خاطرات وطنم» را با نام مستعار فرانسوا لاکولر انتشار داد.
اگرچه در استادی موریاک در ادب یا در ایمان او به کاتولیسیزم تردیدی وجود ندارد، اما آنچه در مورد وی حائز اهمیت است این که او همان گونه که به هنر متعالی و سبک استعلایی خاص خویش در ادبیات دست می‌یابد، از سوی دیگر در سیر نوسانی اش بین عقاید و مسالک مختلف ـ بی آن که هرگز تعصب بورزد ـ از گرایش کاتولیکی اش رویگردان نمی‌شود.

## آثار
- دست‌های به هم پیوسته (۱۹۰۹)
- خداحافظی با جوانی (۱۹۱۱)
- کودک در زیر زنجیر (۱۹۱۳)
- پیراهن سفید دراز (۱۹۱۴)
- گوشت و خون (۱۹۲۰)
- حضور (۱۹۲۱)
- بوسه جذامی (۱۹۲۲)
- ژنی تریس (۱۹۲۴)
- صحرای عشق (۱۹۲۵)- ترجمه شده با نام: برهوت عشق/مترجم: اصغر نوری/مشخصات نشر:تهران:افراز، ۱۳۸۷
- ترز دکرو (۱۹۲۷)- ترجمه شده به نام: تن‍هایی زن: سرگذشت ترزدکی‍رو/ ترجم‍ه: جع‍فر حک‍یم/ مشخصات نشر: تب‍ریز، فروغ آزادی، ۱۳۷۸
- سرنوشت‌ها (۱۹۲۸)
- آنچه که گم شده بود (۱۹۳۰)
- گره افعی ها (۱۹۳۲) - ترجمه شده به نام: چن‍بره افع‍ی ها/ مت‍رجم: جواد صدر/مشخصات نشر: ته‍ران، لوح فک‍ر، ۱۳۸۵
- رمز فرنتناک (۱۹۳۳)
- پایان شب (۱۹۳۵)
- آغاز یک زندگی (۱۹۳۹)
- راه‌های دریا (۱۹۳۹)
- فریسیها (۱۹۴۱)
- شکست خوردگان عشق (۱۹۴۱)
- گذر شیطان (۱۹۴۷)
- بوزینه ها (۱۹۵۱)
- گالی گائی و زندگی مسیح
- محبت شوم - مترجم: کاوه میرعباسی/ مشخصات نشر: تهران، لوح فکر، ۱۳۸۷
- نامه‌ای به ایزابل - ترجم‍ه:مه‍دی سم‍ائ‍ی/ مشخصات نشر: ته‍ران، چاپار، ۱۳۸۱
- رنج (کتاب)
- راهی به رهایی/ مترجم: داوود نوابی/ نشر نون، ۱۳۹۵